# Lerek
Lerek is een bestuurslaag in het regentschap Lembata van de provincie Oost-Nusa Tenggara, Indonesië. Lerek telt 780 inwoners (volkstelling 2010).